# ヒンクリー・ポイント原子力発電所
ヒンクリー・ポイント原子力発電所 (英語: Hinkley Point nuclear power station) は、イギリス、サマセットのブリッジウォーターにある原子力発電所。ブリストル海峡沿いで、パレット川河口から西に8kmの位置にある。発電所はヒンクリー・ポイントAとBに分かれている。これらの発電所は過去はブリティッシュ・エナジーなどが運用を行っていたが、現在はフランス電力（EDF）系としての保有となっている。現在はヒンクリー・ポイントAとBは運用終了しておりC原発が建設中である。

## 原子炉
| 原子炉                        | 原子炉形式       | 正味発電量 | 総発電量 | 建設開始      | 送電開始       | 商用運転      | 停止          |
| ----------------------------- | ---------------- | ---------- | -------- | ------------- | -------------- | ------------- | ------------- |
| A原発1号機 (Hinkley Point-A1) | マグノックス炉   | 235 MW     | 267 MW   | 1957年11月1日 | 1965年2月16日  | 1965年3月30日 | 2000年5月23日 |
| A原発2号機 (Hinkley Point-A2) | マグノックス炉   | 235 MW     | 267 MW   | 1957年11月1日 | 1965年3月19日  | 1965年5月5日  | 2000年5月23日 |
| B原発1号機 (Hinkley Point-B1) | 改良型ガス冷却炉 | 410 MW     | 655 MW   | 1967年9月1日  | 1976年10月30日 | 1978年10月2日 | 2022年8月1日  |
| B原発2号機 (Hinkley Point-B2) | 改良型ガス冷却炉 | 430 MW     | 655 MW   | 1967年9月1日  | 1976年2月5日   | 1976年9月27日 | 2022年7月     |

## ヒンクリー・ポイントA
ヒンクリー・ポイントA原発は当地に最初に建てられた原発。1965年から運用されている。発電用の原子炉にはマグノックス炉が2基利用されていた。現在は稼動を終了している。

### 経緯

西側から発電所を臨む

発電所の建設は、イングリッシュ・エレクトリック、バブコック・インターナショナル、テイラー・ウッドロウを背景とするコンソーシアムによって行われ、1957年に開始された。原子炉とタービンはイングリッシュ・エレクトリックが供給した。
発電所は2基のマグノックス炉からなり、オルタネーターセットのタービンに蒸気を供給し、500MWeの電力の生産が予定されていたが、腐食の懸念があったために電力生産は221MWeに抑えられていた。
設計はコールダーホール原子力発電所で確立された設計に従っており、マグノックス容器の中の天然ウラニウム燃料の炉心が使われ、これが黒鉛減速材の中に入れられ、溶接鋼材の圧力容器に封入されていた。炉心は6機の公称7000馬力(5.2MW)ガス循環器で循環されるCO2で冷却され、暖かいガスをダクトを通して炉心から6つのボイラーに移動させた。ガス循環装置は主電源の誘導モーターか、蒸気が利用可能なときは専用の可変速ターボオルタネーターによって運用された。ガス循環装置の設計圧は185psigで、ガスの温度は排出部で378度であったが、これは高温のCO2がガス循環装置の軟鋼部品を予想されていたよりもより早く腐食させることが判明したために減らされた。すべてのマグノックス炉と同じく、ヒンクリーポイントAも負荷時の燃料補給を考えて設計され、排出される燃焼後の燃料は原子炉の停止なしで新しいものに置き換えられた。
1963年8月、1号機で原子炉に燃料を入れない状態での高温運転試験中、単段軸流ガス循環装置でからの騒音による問題が起こった。これは5マイル離れても聞くことができ、所内で働く人員は耳栓を着用しなければならなかった。原因不明の質量流量と第3、第5ガス循環装置のモーター駆動電流の低下後、高温運転試験は停止され、ガス循環装置が開放された。第3、第5ガス循環器の羽とディフューザー部に深刻な機械的損傷が発生した。ディフューザーの大半は破壊されており、外部テーパリングシェルと中心軸コーンに広範な疲労亀裂が見つかった。ディフューザケーシングの大部分はガス循環器の羽に組まれており、衝撃によって酷く損傷し、大量の破片がガスダクトを通って下部に落ちた。個々のガス循環装置を整えるための入口案内翼は、広範に損傷が確認され、ローターブレードと出口案内翼も衝撃や疲労による損傷がかなり見られた。また、多数のナットやボルトが振動によって緩んでいた。
その後の調査によって入り口案内翼とローターブレードの相互作用によってノイズが起こったと判断された。このノイズによって生成された音圧レベルはガス循環装置の部品の急速な疲労破壊を起こすのに十分に高く、ガス循環装置と関連部品の大規模な再設計が必要とされた。ガス循環装置の空気取り入れ口の入口案内翼は廃棄され、ガスの流れを整えるための整流器が導入された。再設計を行うために、共振や音圧レベルでの多くの先進的、実験的な研究の試みはイングリッシュ・エレクトリックのガスタービン部門と原子力部門の工場が行い、テスト中のガス回路の圧力と音圧レベルを計測する装置が開発されたこの遅延によってコンソーシアムは深刻な財政難になり、建設予定を押し戻し、発電は予定より2年遅れの1965年に始まった。
原子力施設検査局の定期安全評価の後に補強を行うため、2基の原子炉は両方とも1999年4月に停止した。2号炉は1999年9月に運転を再開したが、1999年12月3日に新しく判明した原子炉圧力容器の材料特性の不確実性から再び停止させられた。
これらの問題を是正するためのコストのため、200年5月23日にヒンクリーポイントA原子力発電所の運用停止が発表された。
ヒンクリーポイントAは英国で建設された11個のマグノックス炉の発電所の1つであり、1959年から1971年まで運用された。35年間の運用で103TWhの電力を生産し、設計寿命のよりも34%長く運用された。

## ヒンクリー・ポイントB
ヒンクリー・ポイントB原発は当地に追加して建てられた原発。1976年から2022年まで運用された。発電用の原子炉には改良型ガス冷却炉が2基利用されている

### 経緯

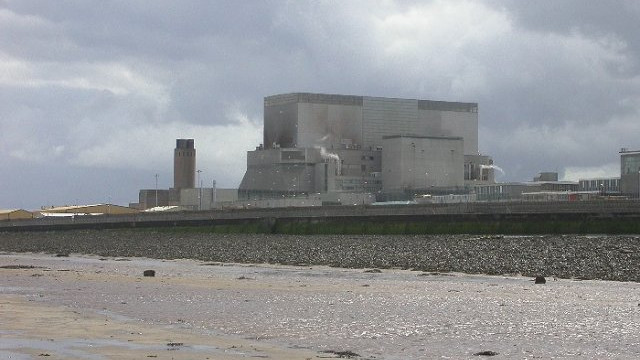
ヒンクリー・ポイントB原発

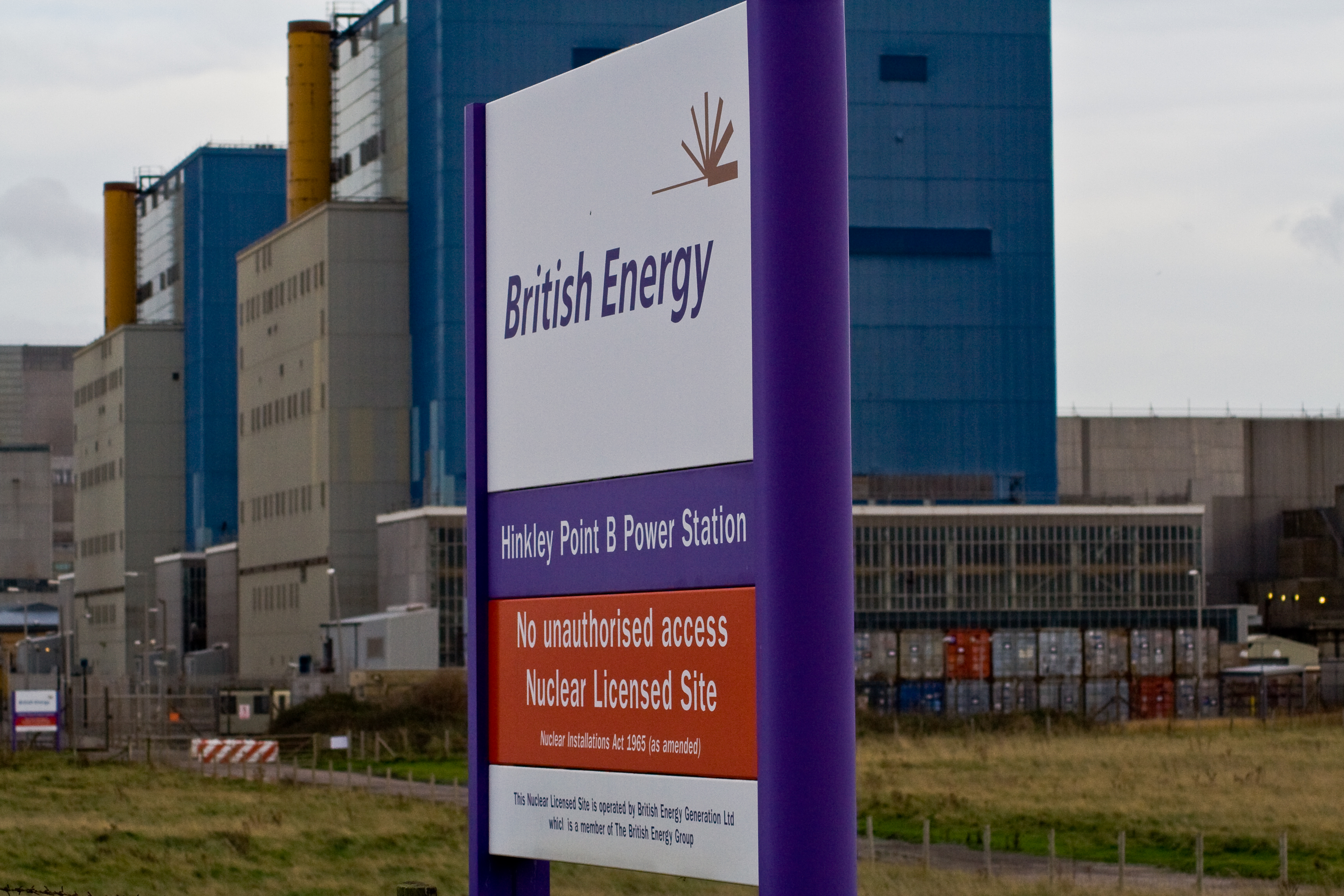
ヒンクリー・ポイントB原発の看板

建設は原子力グループ(TNPG)として知られるコンソーシアムによって行われ、1967年に開始された。原子炉はTNPG、タービンはゼネラル・エレクトリック・カンパニーが供給した。ヒンクリー・ポイントB原子力発電所は改良型ガス冷却炉であり、発電容量は1250MWeであった。
1971年3月、コンクリートの圧力容器の断熱にかかわる問題のため完成が6ヶ月遅延すると公表された。以前のマグノックス炉で使用されていたステンレス鋼のメッシュとフォイル絶縁の代わりに、繊維タイプの断熱材が初めて使われていた。核燃料を挿入する前の試験運用では、高レベルのガス回路で音響振動が発見され、断熱タイルに損傷を与え、原子炉内の断熱材保持板の再設計と変更が行われた
試験運用の間、燃料チャネルの開口器で激しい振動が発見された。燃料チャネル開口器は燃料を使い切った際に、チャネルガスの出口温度を維持するために燃料チャネルを通るガスの流れを制限するために徐々に閉じるバルブである開口器の振動を止めるために流体的に発生するバイアス力を生成するための修正には設計、試験、実装のため時間がかかり、計画開始を遅らせた。このような経過を経て1976年2月に発電を開始した。
1989年、英国の電力供給産業民営化で公的所有は保たれたものの、ニュークリア・エレクトリックに引き継がれた。1996年にはニュークリア・エレクトリックとスコッティッシュ・ニュークリアの資産である原子炉はブリティッシュ・エナジーの一部として民営化された。
2006年には他の原子炉で発見されていた微小欠陥試験のために原子炉は停止された。これは蒸気を噴出する大きな穴であることがメディアに示唆されたが、このような場合、圧力の損失によって損傷を防ぐため自動的なシャットダウンにつながる。
運用年数が長くなっているため、2006年8月16日、会社は最大負荷の70%の出力で運用年数を伸ばすかどうかをめぐる決定が行われたと通告した。両方の原子炉はその後最大出力の70%である420MWの発電量で再起動した。4号機は2007年5月11日に原子力施設検査局の再開をクリアした。原子炉の停止は2023年に予定されていたが2022年までに停止した。

## ヒンクリー・ポイントC
2010年10月18日、イギリスは現在老朽化の進むヒンクリーポイントを原子力発電所拡張に適した8箇所の一つに選び、2011年10月31日にEDFは国土計画委員会への開発同意を求める申請書を提出した。
抗議グループ「ストップヒンクリー」はヒンクリーポイントB原発の閉鎖とヒンクリーポイントでの更なる開発の抗議キャンペーンを行っている。

### 経緯
中央電力発電委員会の1980年代の初期の提案では、サイズウェル原子力発電所の姉妹発電所として同型の加圧水型原子炉の利用が提案されていた。この提案は公聴会後、1990年に建設許可を得たが、1990年代初期に電力産業が民営化され、低い公定歩合の政府予算が利用不可能となったため非経済的として却下された。
2008年英国政府は新しい原子力発電所の建設にゴーサインを出した。この原発と新規に立てられるサイズウェルCの導入によって2020年代の英国の電力の13%が生産される可能性がある。
2004年11月までEDF（「フランス電力会社」、旧フランス電力公社）は政府系企業であったが、現在は民法の下の有限責任法人となっている。フランス政府は2007年度末にも85%の株式を保有しているものの、2005年11月にユーロネクスト・パリにEDFの株式公開を行っている。フランス保有のEDFは2009年2月に124億ポンドでブリティッシュ・エナジーを購入を完了し、EDFエナジー原子力発電とした。この取引はセントリカとの合弁企業の一部であり、セントリカは20%の株式を保有しており、英国の新しい原子力建設計画に参加するオプションを持っていた。 
2008年9月、発電所の新しい所有者となったEDFはA、B発電所に次ぐ第3期の発電所として2基の欧州加圧水型炉の原発をヒンクリー・ポイントに建設する計画を公表した。なお、A原発は既に停止しており、B原発は2016年に停止が予定されているが、運用は延長される可能性が高い。
2012年11月26日、原子力規制局は原子力発電所のライセンスをEDFエネルギーの子会社であるNNB発電社に与えたと公表した。これによって、ヒンクリー・ポイントC原発は1987年のサイズウェルB原子力発電所以来、初めてライセンスが与えられた原子力発電所となった。英国政府と環境省からの許可はまだ保留されている。
EDFはアレバの欧州加圧水型炉を計画しており、出力は1,600MWeを予定している。導入が見込まれる欧州加圧水型炉の最初の発電所は現在フィンランドのオルキルオト原子力発電所やフランスのフラマンヴィル原子力発電所で建設中であり、これらの原子炉はフランスの原子力ルネサンスを導くことが見込まれているが、建設は遅延を重ねており、予算超過も発生している。そのほかにも2基の欧州加圧水型炉の原子力発電所が中国の台山原子力発電所で計画されている。欧州加圧水型炉の設計では5%濃縮ウラン酸化物燃料を利用可能であり、また、50%のウランプルトニウム混合酸化物燃料も必要に応じて利用可能である。
ストップ・ヒンクリーと称する抗議活動家グループはヒンクリー・ポイントB原発の閉鎖とヒンクリーポイント原発の拡張、またブリストル海峡やセヴァーン川河口域近郊での新たな原発建設に抗議するキャンペーンを行っている。グループは新世代の発電所が最終処分場が見つかるまで核廃棄物を同じ所内に貯蔵することで、最終処分場が見つかるまでの期間がわからず、何十年もかかる可能性があることを懸念している。
2008年9月24日、EDFがブリティッシュ・エネルギーの買収を提案した際には新規原子力発電所に関するすべての計画に反対するプレスリリースを発表したが、同時に地元の反対が満場一致でないことも認めた。
2011年10月、200人以上の反対派が現場を封鎖した。ストップ・ニュー・ニュークリア・アライアンスの一部である数人の半原子力グループメンバーがEDFエネルギーの2基の原子炉による原発更新計画に抗議してアクセスを阻害した。
2012年反対派が計画提案地である放棄された農場でキャンプを行った。彼らは「西部サマセット議会がEDFエネルギーに計画許可が与えられる前の準備作業のためのゴーサインを与えたことに怒っている」としており、おおよそ7人の抗議活動家は自然保護がこの提案によって危険にさらされていると主張した。
2012年3月10日、福島第一原子力発電所事故一周年記念で、100人の反原子力活動家がヒンクリーポイント周辺で新原発に反対の意を表明するためにシンボル的な輪を作り、連立政権に大して英国の計画する他の7つの新しい原発計画も放棄するようにと呼びかけた。この活動家がヒンクリー・ポイントの入り口を塞ぐ人間の鎖は24時間にわたって続けられた。

## 画像
以下は当原発からセラフィールドへの放射性廃棄物輸送の画像である。

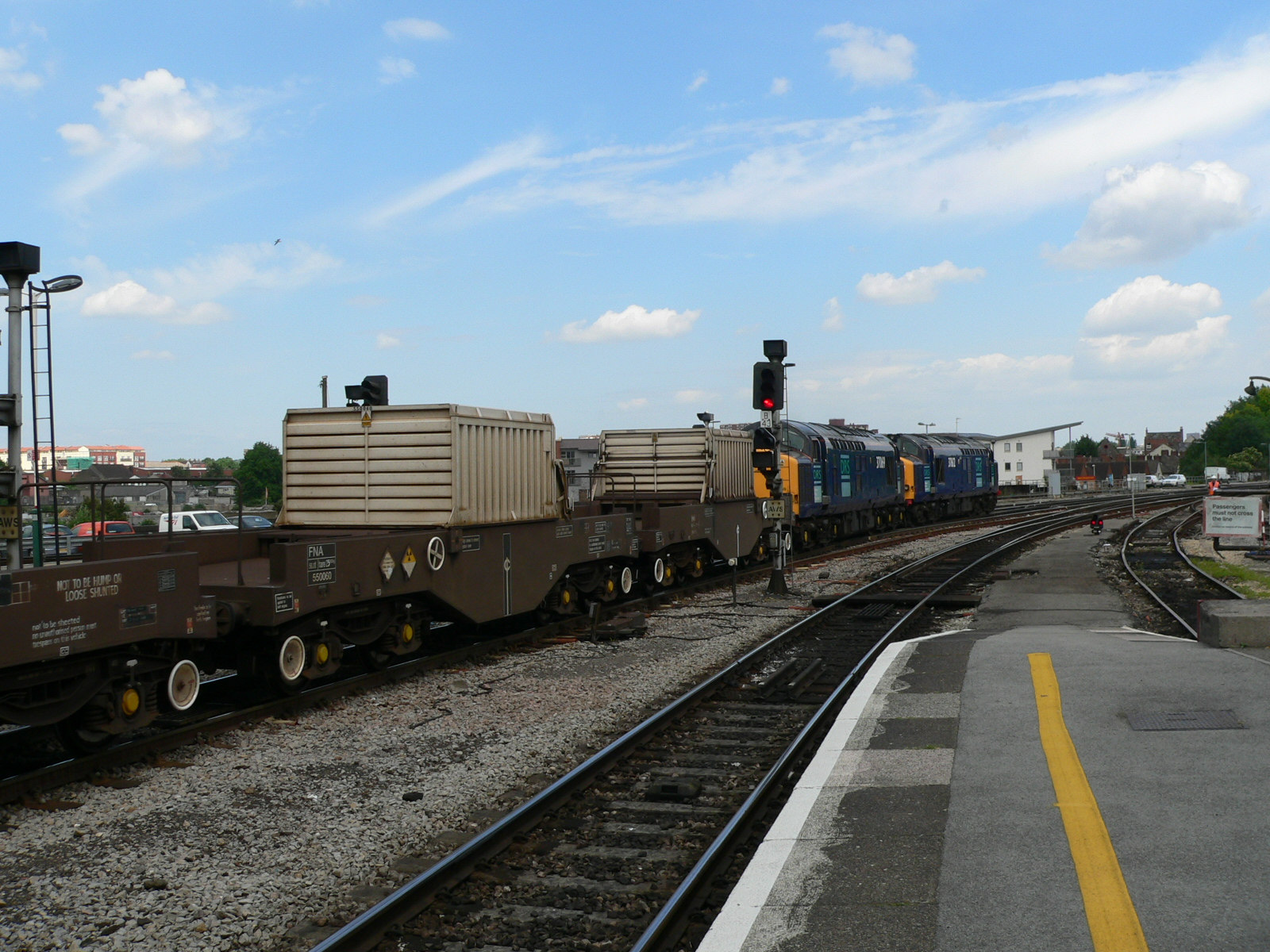
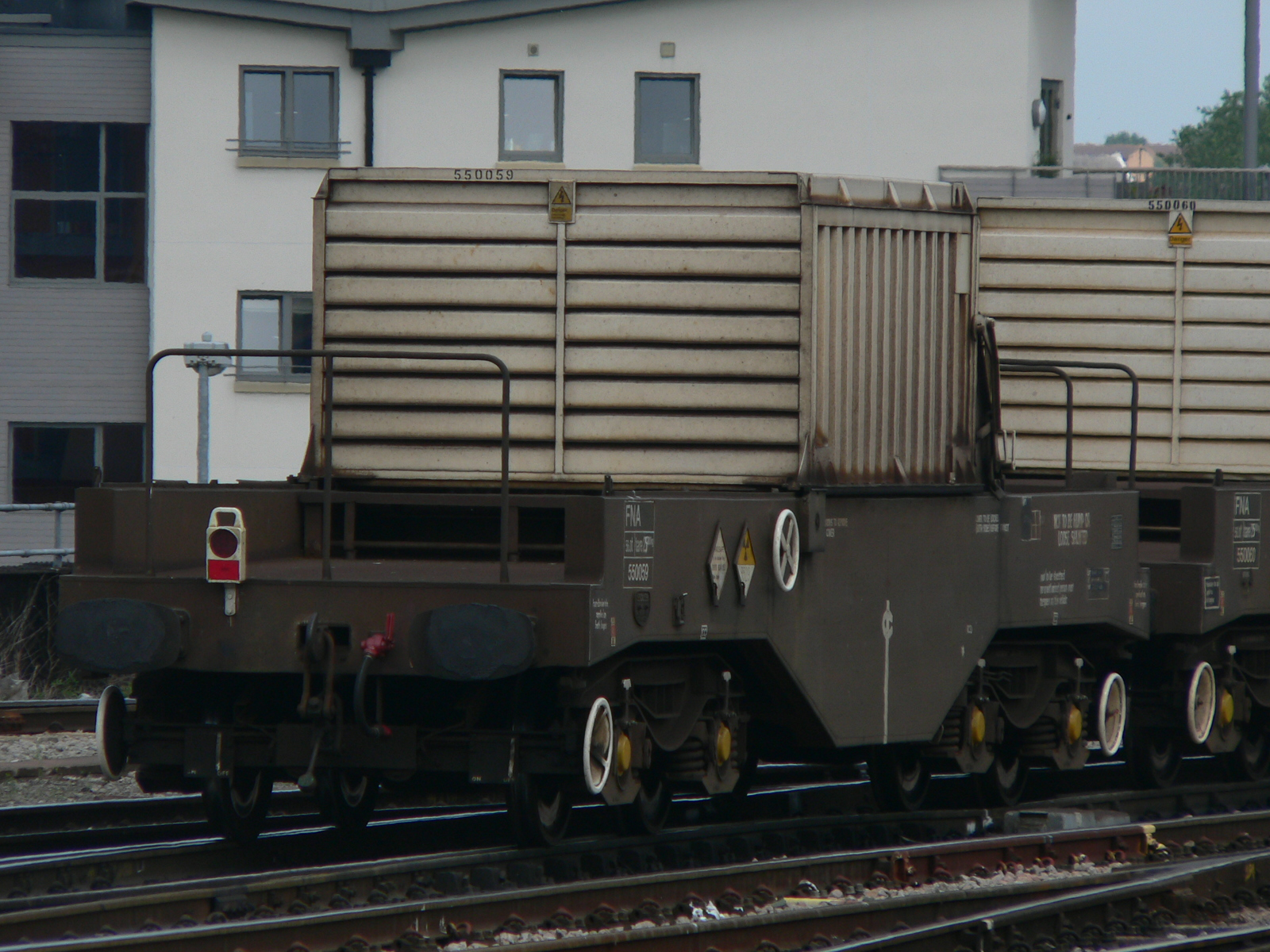
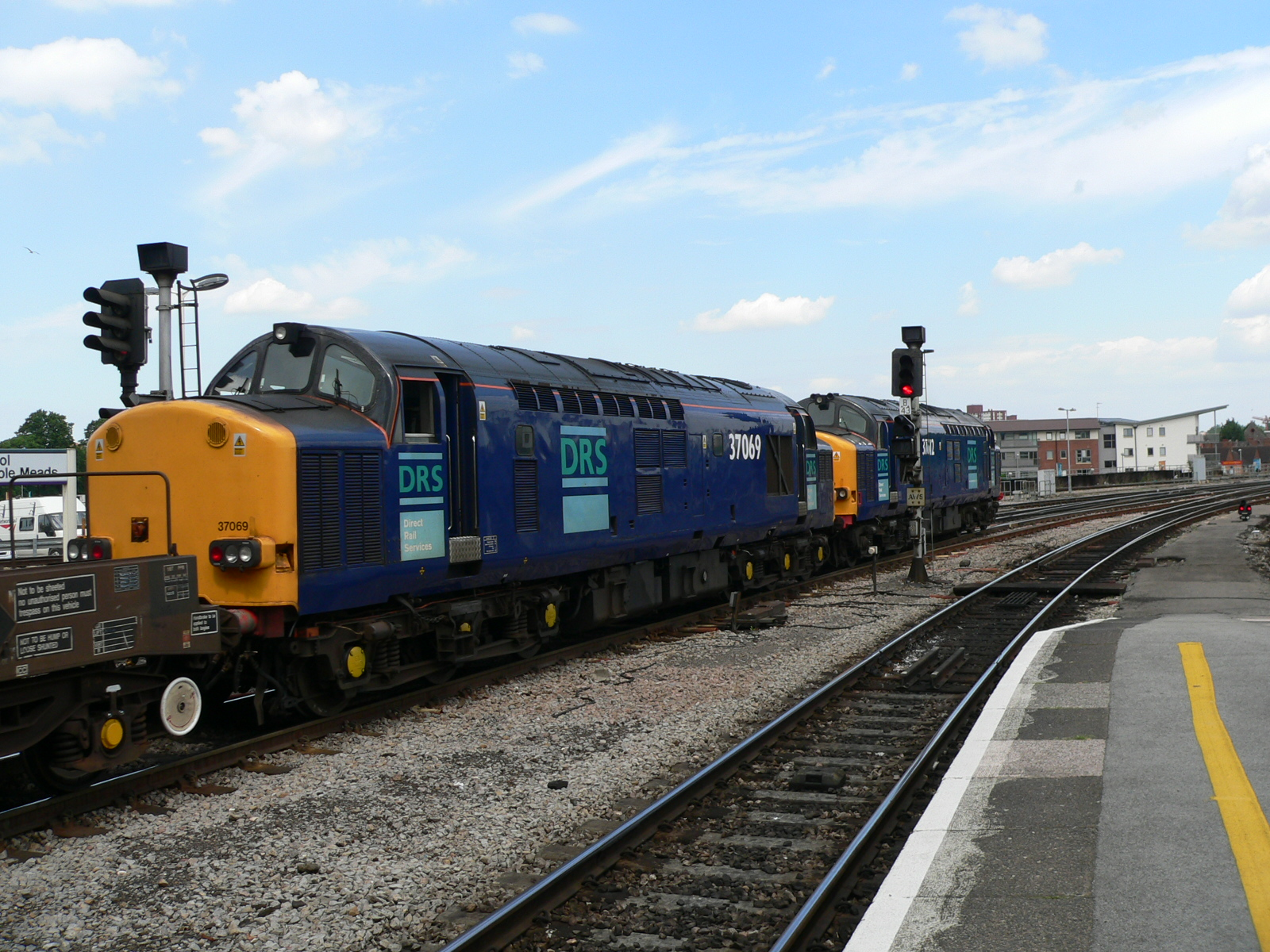
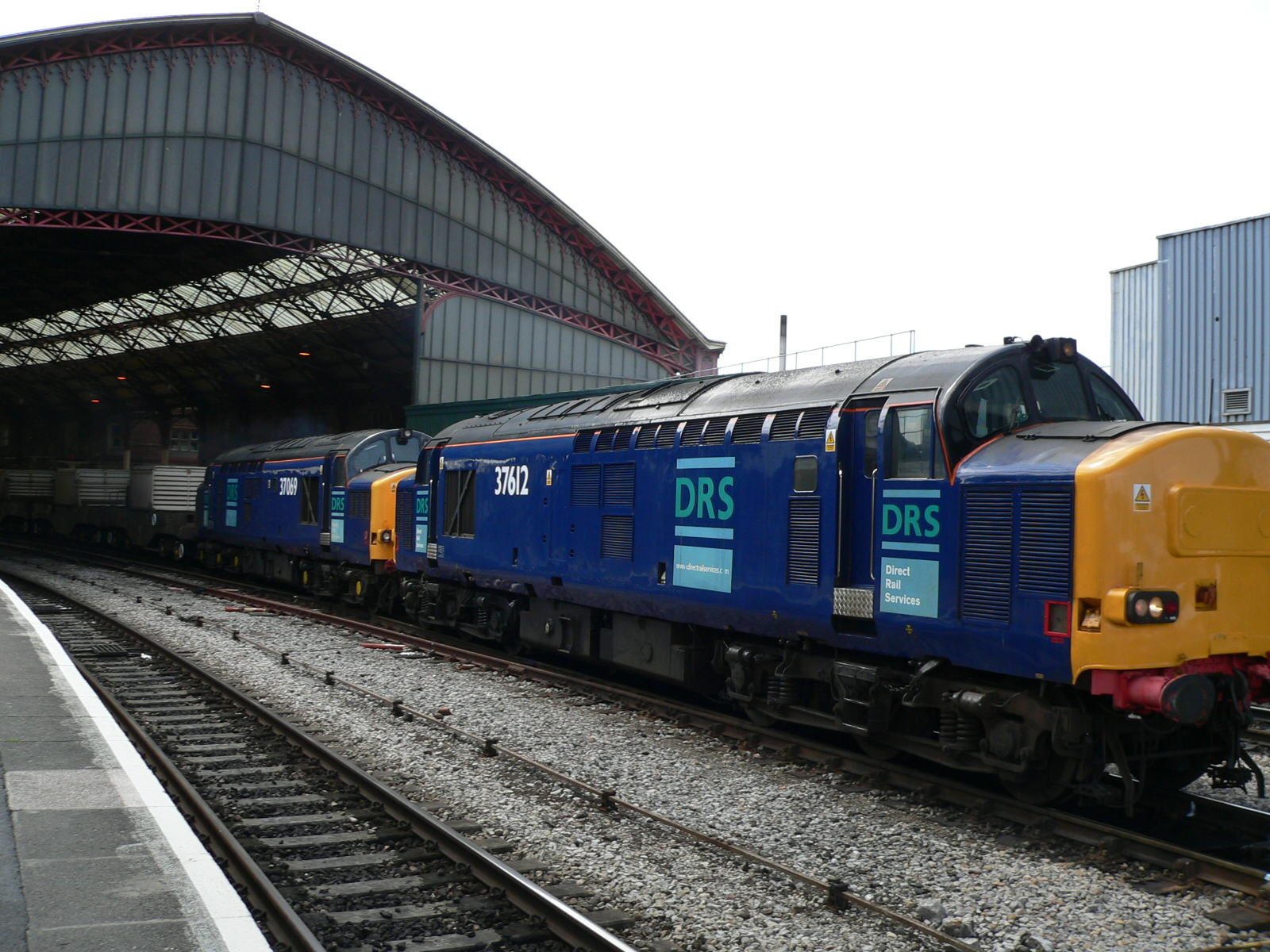
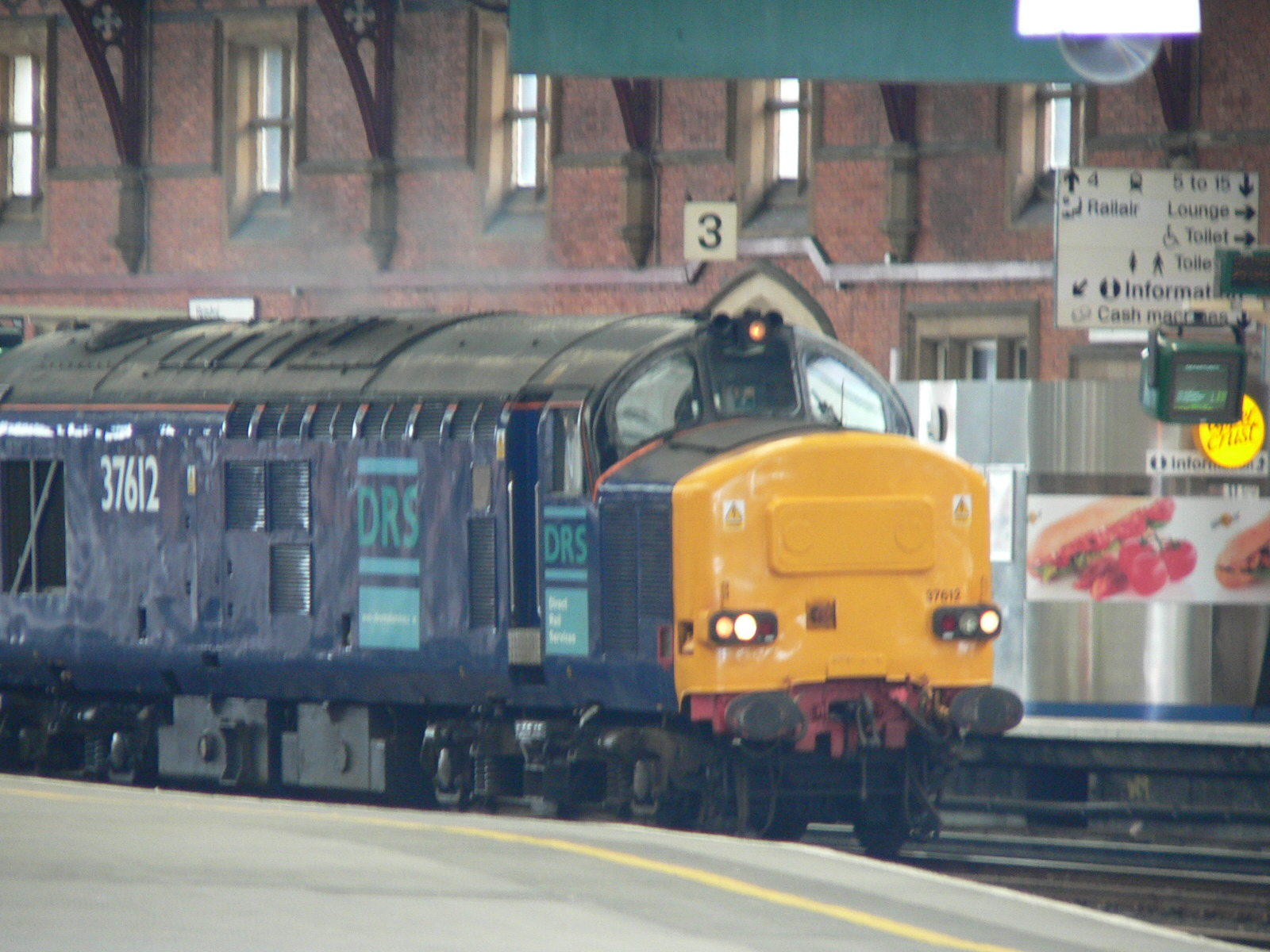
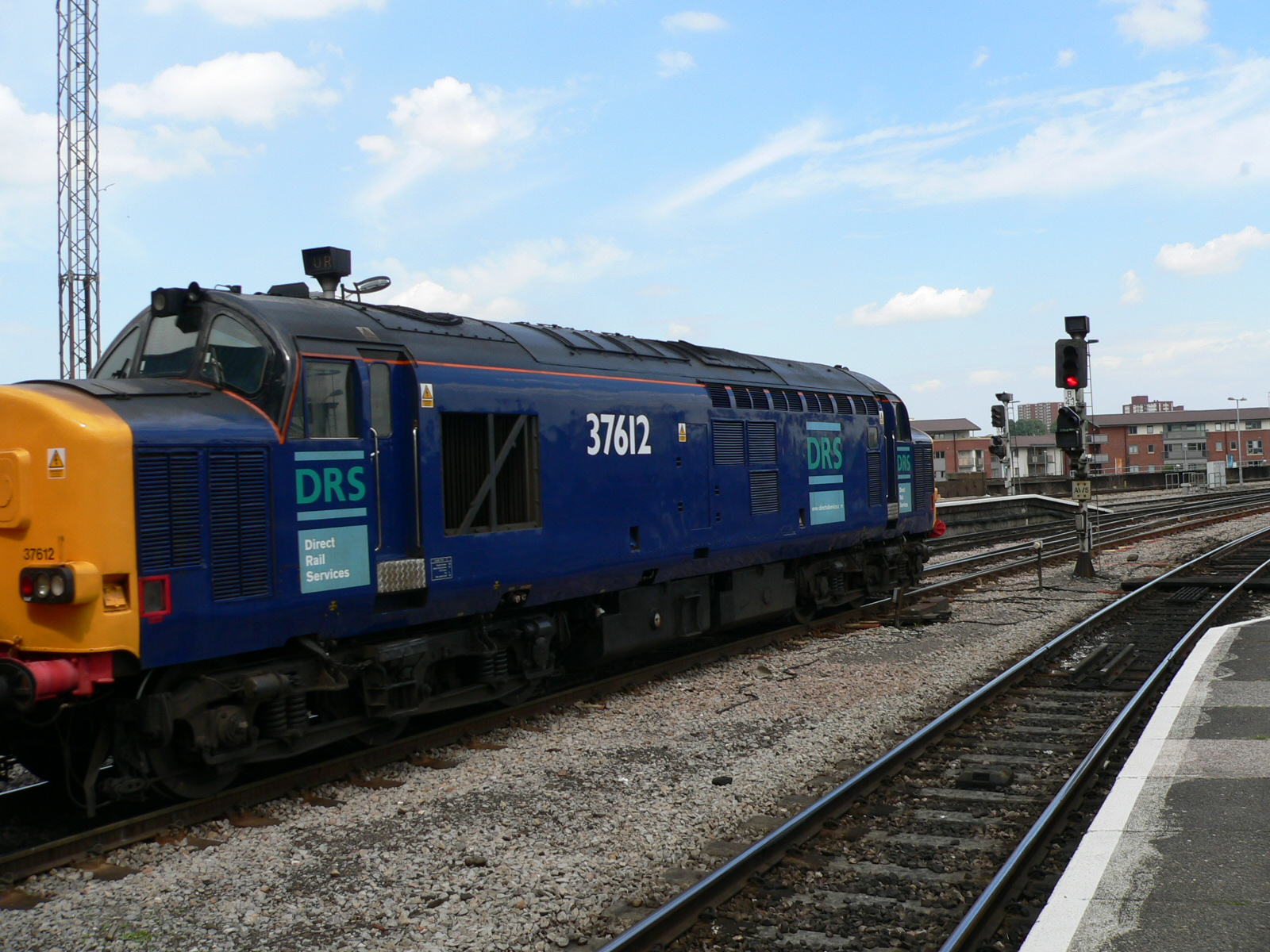